# Papa Amine
Pour les articles homonymes, voir Amin et Amine.
Pour plus de détails, voir Fiche technique et Distribution.
Papa Amine (Baba Amin ; بابا أمين) est un film musical égyptien réalisé par Youssef Chahine, sorti en 1950 (sortie en France 7 décembre 1955).

## Synopsis
Papa Amin est riche, mais avare. Un cauchemar le poursuit : quelle sera la situation de sa petite famille après sa mort ? Il prête, à l'insu de sa famille, ses économies à un douteux homme d'affaires, Mabrouk.

## Fiche technique
- Titre français : Papa Amine[1]
- Titre original : بابا أمين
- Réalisation : Youssef Chahine
- Pays d'origine : Égypte
- Format : Noir et blanc - 35 mm
- Scénario : Hussein Helmy, Mohandes, d'après une idée de Youssef Chahine
- Photo : Victor Antoun, Massimo Dellamano
- Montage : Kamel Aboul Ela
- Chansons : Mahmoud el-Cherif
- Durée : 110 minutes
- Genre : Comédie musicale
- Date de sortie : 1950
- Producteurs : Aflam Mabazin, Aflam Zayed

## Distribution
- Hussein Riad : Amin
- Faten Hamama : Hoda
- Kamal Al-Shennawi : Ali
- Marie Munib : Shahira
- Farid Shawki : Rachdi
- Hind Rostom : Samia

## Autour du film
Papa Amine est le premier long métrage de Youssef Chahine. Le film est en partie autobiographique : Chahine s'appuie sur son enfance dans une famille bourgeoise.